# Campanula serhouchenensis
Campanula serhouchenensis är en klockväxtart som beskrevs av Alain Dobignard. Campanula serhouchenensis ingår i släktet blåklockor, och familjen klockväxter.
Artens utbredningsområde är Marocko. Inga underarter finns listade i Catalogue of Life.